# Episodi di Der Kommissar (sesta stagione)
La sesta stagione della serie televisiva Der Kommissar è stata trasmessa in anteprima in Germania Ovest dalla ZDF tra l'11 gennaio 1974 e il 27 dicembre 1974.
| nº | Titolo originale                         | Titolo italiano | Prima TV Germania Ovest | Prima TV Italia |
| -- | ---------------------------------------- | --------------- | ----------------------- | --------------- |
| 1  | Domanns Mörder                           |                 | 11 gennaio 1974         |                 |
| 2  | Ein Anteil am Leben                      |                 | 8 febbraio 1974         |                 |
| 3  | Die Nacht mit Lansky                     |                 | 22 febbraio 1974        |                 |
| 4  | Spur von kleinen Füßen                   |                 | 22 marzo 1974           |                 |
| 5  | Drei Brüder                              |                 | 26 aprile 1974          |                 |
| 6  | Tod eines Landstreichers                 |                 | 24 maggio 1974          |                 |
| 7  | Mit den Augen eines Mörders              |                 | 28 giugno 1974          |                 |
| 8  | Im Jagdhaus                              |                 | 12 luglio 1974          |                 |
| 9  | Sein letzter Coup                        |                 | 26 luglio 1974          |                 |
| 10 | Ohne auf Wiedersehen zu sagen            |                 | 9 agosto 1974           |                 |
| 11 | Schwierigkeiten eines Außenseiters       |                 | 30 agosto 1974          |                 |
| 12 | Jähes Ende einer interessanten Beziehung |                 | 27 settembre 1974       |                 |
| 13 | Der Segelbootmord                        |                 | 25 ottobre 1974         |                 |
| 14 | Der Liebespaarmörder                     |                 | 29 novembre 1974        |                 |
| 15 | Traumbilder                              |                 | 27 dicembre 1974        |                 |

## Domanns Mörder
- Diretto da:
- Scritto da:

### Trama
Viene ritrovato morto un ragazzo in una villa dove abita una famiglia.
- Guest star: Irina Wanka

### Colonna sonora
- Dionne Warwick, A House Is Not a Home
- Deep Purple, Fools

## Sein letzter Coup
- Diretto da:
- Scritto da:

### Trama
Un uomo morto viene trasportato all'interno di un commissariato di Polizia da sconosciuti in auto che poi fuggono...
- Guest star: Günther Stoll

### Colonna sonora
- Donna Hightower, This World Today is a Mess
- Roland Kovac, Fool's Paradise

## Ohne auf Wiedersehen zu sagen
- Diretto da:
- Scritto da:

### Trama
Una coppia di ragazze adolescenti scompaiono a Monaco...
- Guest star: Heinz Reincke

### Colonna sonora
- Golden Earring, Suzy Lunacy
- Marvin Hamlisch, The Entrateiner
- Albert West, Put Your Head On My Shoulder